# Daniel Bailey
Daniel Everton Bailey (* 9. září 1986 Saint John's) je atlet, sprinter pocházející z Antiguy a Barbudy.
V roce 2003 na mistrovství světa do 17 let v kanadském Sherbrooke doběhl ve finále závodu na 200 metrů na čtvrtém místě. O rok později skončil na stometrové trati na juniorském mistrovství světa v italském Grossetu znovu na čtvrtém místě. Ve stejném roce reprezentoval na letních olympijských hrách v Athénách, kde skončil v úvodním rozběhu. V roce 2005 neprošel rozběhem také na mistrovství světa v Helsinkách. V témž roce získal bronzovou medaili (200 m) a skončil čtvrtý (100 m) na Panamerickém mistrovství juniorů v kanadském Windsoru.
Na letní olympiádě v Pekingu se ve čtvrtfinále umístil na celkovém 20. místě ze 40 sprinterů a do semifinále nepostoupil . V roce 2009 na mistrovství světa v Berlíně postoupil do finále běhu na 100 metrů, kde doběhl na čtvrtém místě v čase 9,93. Bronzový Jamajčan Asafa Powell byl o devět setin rychlejší . Na halovém MS 2010 v katarském Dauhá vybojoval v závodě na 60 metrů bronz.